# Andrés Di Tella
Andrés Di Tella es un cineasta, periodista y director de cine argentino.

## Carrera

### Actividad en el cine documental
Dirigió varias películas documentales, todas estrenadas en salas cinematográficas de la Argentina y difundidas en festivales y universidades de varios países: 
- Prohibido (1997)
- Montoneros, una historia (1998)
- La televisión y yo (2003)
- Fotografías (2007)
- El país del diablo (2008).
- 327 cuadernos (2015)
- Ficción privada (2019)
- Diarios (2022)
- Mixtape La pampa (2023)

También colaboró en la investigación del documental Gombrowicz, o la seducción (Representado por sus discípulos) (1986) y realizó la dirección artística del film colectivo Historias de Argentina en Vivo (2001). Dirigió y produjo documentales televisivos para Canal 7 (Argentina), Public Broadcasting Service (Estados Unidos) y Channel 4 (Gran Bretaña), entre otros. Su cortometraje Reconstruyen crimen de la modelo (1990) ha recibido numerosos premios internacionales. Como documentalista recibió el Premio Konex Diploma al Mérito en 2011 como uno de los 5 mejores de la década, y el Konex de Platino 2021 al mejor de la década.

### Sobre su obra
El libro Cine Documental en América Latina, editado por Paulo Antonio Paranaguá (Editorial Cátedra, Madrid, 2003), lo destaca entre los 15 documentalistas más significativos del continente. En 2006 se publicó un libro dedicado a su obra, Conversación en Princeton. Andrés Di Tella: cine documental y archivo personal (siglo XXI, Buenos Aires), editado por dos profesores de la Universidad de Princeton, Paul Firbas y Pedro Meira Monteiro. Se han realizado retrospectivas de su obra e la Filmateca Española de Madrid, La Filmoteca de Catalunya de Barcelona, el Festival dei Popoli de Florencia, el Festival de Lima, el Centro de Arte Tabakalera de San Sebastián, y el festival E Tudo Verdade de Sao Pablo, entre otros. Ha sido distinguido con la prestigiosa Beca Guggenheim, y asimismo ha sido becario del British Council, la Fundación Antorchas, la Fundación Rockefeller y el Instituto de Cooperación Iberoamericana.

### Labor periodística
Hizo periodismo en los periódicos The Buenos Aires Herald, Tiempo Argentino, La Razón y Río Negro y en Radio Nacional. Sus ensayos se han publicado en los siguientes libros: El guion cinematográfico (Santa Fe, Ediciones Universidad Nacional del Litoral, 1990); Madero, Marta y Devoto, Fernando, ed. Historia de la vida privada en la Argentina (Buenos Aires, Alfaguara, 1999); Lanz, Stephan, ed. City of Coop (Berlín, b-books, 2004); Labaki, Amir y Mourao, Maria Dora, ed. O cinema do real (Sao Paulo, Cosac Naify, 2005); Russo, Eduardo, ed. Hacer cine (Buenos Aires, Paidós, 2008);; Lazzara, Michael y Unruh, Vicky, ed. Telling Ruins in Latin America (Nueva York, Palgrave Macmillan, 2008).

### Otras actividades
Publicó los libros de no ficción Hachazos y Cuadernos. Fue el fundador y primer director del Buenos Aires Festival Internacional de Cine Independiente (BAFICI), creado en 1999 y considerado uno de los eventos cinematográficos más importantes de América Latina, y fundador del Princeton Documentary Festival, en la Universidad de Princeton, Estados Unidos, donde ha sido Visiting Professor. También ha enseñado en el Master de Periodismo de la Universidad de San Andrés / Clarín y en el Centro Cultural Rector Ricardo Rojas de la Universidad de Buenos Aires. Coordina desde el año 2000 el Taller de Proyectos Cinematográficos Latinoamericanos, organizado por la Fundación TYPA. Integra el Consejo de Dirección de la Universidad Torcuato Di Tella. Estudió Literatura y Lenguas Modernas en la Universidad de Oxford, por la que se graduó con un B.A. con honores de primera clase. Ha sido profesor invitado de las universidades de Princeton y Harvard y ha participado del Harvard Film Study Center. En la actualidad, dirige el Programa de Cine de la Universidad Torcuato Di Tella.